# Anna Serme
Pour les articles homonymes, voir Serme.
Anna Serme, connue aussi sous le nom de Anna Klimundová, née le 15 mai 1991 à Krnov, est une joueuse professionnelle de squash représentant la République tchèque. Elle atteint le 38e rang mondial en mars 2022, son meilleur classement. Elle remporte le championnat de République tchèque à quatre reprises entre 2018 et 2022.
Elle est mariée depuis 2016 à Lucas Serme, joueur professionnel de squash et champion de France en avril 2017.

## Palmarès

### Titres
- Championnats de République tchèque : 4 titres (2018, 2020, 2021, 2022)